# Prava lazarkinja
Prava lazarkinja (mirisna lazarkinja, broć jari, broć mirisni, lat. Galium odoratum, sin. Asperula odorata biljka je iz porodice Rubiaceae, ali ne pripada u lazarkinje, kako joj govori ime, nego u broćike. Udomaćena je u Europi, sjevernoj Africi i zapadnoj Aziji. Naraste do 50 cm visine. Raste u šumama ili na rubu šume. Biljka se koristi u narodnoj medicini. U Njemačkoj je vrlo popularno spravljanje svibanjskog osvježavajućeg napitka od biljke močene u bijelom vinu, uz dodatak šećera. Biljka je ugodnog mirisa koji se sušenjem još pojačava. Cvate malim bijelim cvjetovima.

## Vanjske poveznice
PFAF database Gallium odoratum  Arhivirana inačica izvorne stranice od 3. ožujka 2016. (Wayback Machine)